# Ах, Ырынбур Кала
«Ах, Ырынбур Кала» (тат. Аһ, Ырынбур кала, баш. Аһ, Ырымбур ҡала) — историческая татарская и башкирская народная песня.
Песня  известна с XVIII века, она исполнялись башкиро-мещёрскими полками, уходящими из города Оренбурга на Отечественную войну 1812 года. В песне поётся о прощании с Оренбургом, возможно навсегда.

## Слова
| Аһ, Ырымбур-кала, сахра-дала, Күккә ашып тора манара... Припев Сау булыгыз, дуслар, без китәбез, Бәлки очрашмабыз, тиз ара... Аһ, Ырымбур-кала, сахра-дала, Күккә тиеп тора ара тау. Припев Сау булыгыз, дуслар, без китәбез, Бәлки очрашмабыз, исән-сау... Аһ, Ырымбур-кала, сахра-дала, Елкылары чыккан бәйгегә... Припев Сау булыгыз, дуслар, без китәбез, Бәлки очрашмабыз, мәңге дә... |

Песню «Ырынбур» исполняют татарские певцы Салават Фатхутдинов («Сау булыгыз, дуслар»), Фадис Ганиев, Гулюза Зиятдинова, Насип Кучаев, Фердинанд Саляхов, Ислам Калимуллин и другие.